# Batalla de Saipan
La batalla de Saipan fou un combat en el marc de la Guerra del Pacífic, dins de la campanya de les Mariannes, a la Segona Guerra Mundial, que es produí a l'illa de Saipan (Illes Mariannes) entre el 15 de juny i el 9 de juliol de 1944. La 2a i la 4a divisions de Marines, juntament amb la 27a divisió d'infanteria, sota el comandament del tinent general Holland Smith, s'enfrontaren i derrotaren les tropes de la 43a divisió de l'Exèrcit Imperial Japonès, sota el comandament del tinent general Yoshitsugu Saito.

## Rerefons històric
En les campanyes que es van emprendre entre 1943 i la primera meitat de 1944, els Aliats havien aconseguit capturar les illes Salomó, les illes Gilbert i les illes Marshall, i també la península de Nova Guinea. Aquestes conquestes van dur els Aliats a les portes de la línia de defensa principal que el Japó havia disposat en l'oceà Pacífic, constituïda per les illes Carolines, les illes Palau i les illes Mariannes. Aquests territoris es trobaven en mans japoneses des del final de la Primera Guerra Mundial i havien estat fortificats a consciència.
Els Aliats, amb l'objectiu de trencar aquesta línia, van iniciar dues campanyes ofensives. D'una banda, el general Douglas MacArthur avançaria a través de Nova Guinea i Morotai fins a les Filipines. De l'altra, l'almirall Chester Nimitz atacaria les illes Mariannes, que havien adquirit gran valor estratègic amb la introducció del nou bombarder de llarg abast Boeing B-29 Superfortress, capaç de recórrer els 2.400 km que separaven les illes Mariannes de Tòquio.
Els japonesos, que ja esperaven un atac sobre el seu perímetre defensiu, van pensar que probablement l'ofensiva es produiria a les illes Carolines. Per enviar reforços i subministraments a les tropes necessitaven superioritat aèria i naval, de manera que es va començar a planificar un atac basat en portaavions que s'hauria de dur a terme durant el mes de juny de 1944, amb el nom d'operació A-Go.

## Batalla

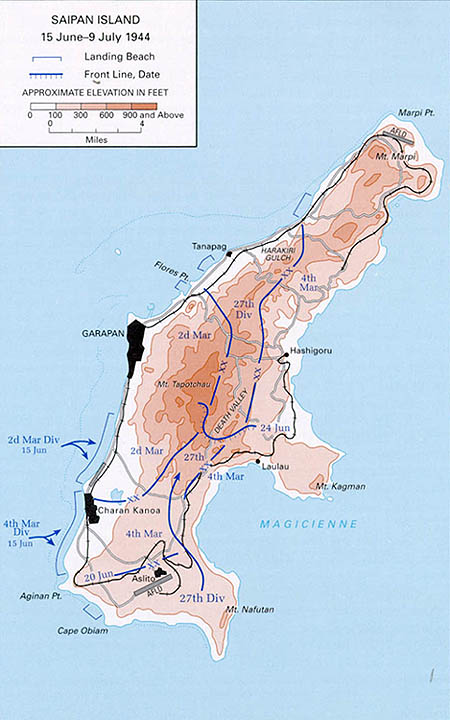
Mapa de les operacions sobre Saipan

Els bombardejos sobre Saipan, en els quals van participar quinze cuirassats, van començar el 13 de juny de 1944. Es van disparar, aproximadament, un total de 165.000 projectils. Al principi, set moderns cuirassats ràpids van disparar 2.400 obusos amb els seus canons de 16 polzades (400 mm), tot i que van haver de romandre a gairebé 11 km de la costa per evitar les previsibles aigües minades. A més, la tripulació dels vaixells no posseïa experiència en el bombardeig costaner. L'endemà, vuit cuirassats anteriors a Pearl Harbor i onze creuers sota el comandament de l'almirall Jesse B. Oldendorf van reemplaçar els cuirassats ràpids. No obstant això, l'escassetat de subministraments i municions van comprometre l'eficiència de la seva tasca.

### Els desembarcaments
El dia 15 de juny de 1944, a les 9.00 hores, més de 300 LTV van prendre terra i deixaren 8.000 marines a la costa occidental de l'illa de Saipan. D'aquesta manera, l'operació que havia començat un parell d'hores abans, i que havia costat la destrucció de 20 tancs amfibis a causa de les bateries d'artilleria japoneses, començava a donar els seus fruits. Al vespre, les divisions 2a i 4a de marines havien aconseguit establir un cap de platja d'uns 10 km que penetrava fins a 1 km cap a l'interior insular.
El contraatac japonès es va produir quan ja s'havia fet ben fosc, tot i que seria refusat al preu de nombroses baixes. El 16 de juny, unitats de la 27a divisió d'infanteria dels Estats Units desembarcaren a l'illa, i començarien l'avenç sobre l'aeroport d'Aslito. Novament es produiria un contraatac nocturn, que de nou fracassaria. Finalment, el 18 de juny, Yoshitsugu Saito, el comandant japonès, ordenà abandonar l'aeroport.

### L'atac japonès al Mar de les Filipines
La invasió de Saipan va sorprendre els japonesos, que esperaven que l'atac es produís molt més al sud. L'almirall Soemu Toyoda, comandant en cap de l'Armada Imperial Japonesa, hi va veure una oportunitat per posar en acció la seva força aeronaval i atacar l'Armada dels Estats Units, i donà llum verda a l'anomenada Operació A-Go, que es començaria el 15 de juny. El resultat seria la batalla del Mar de les Filipines, un autèntic desastre per als japonesos, que van perdre 3 portaavions i centenars d'avions. Com a conseqüència, les guarnicions que defensaven les illes Mariannes van perdre qualsevol esperança de rebre reforços i subministraments. La derrota japonesa a Saipan només era, doncs, qüestió de temps.

### La resistència japonesa a Saipan

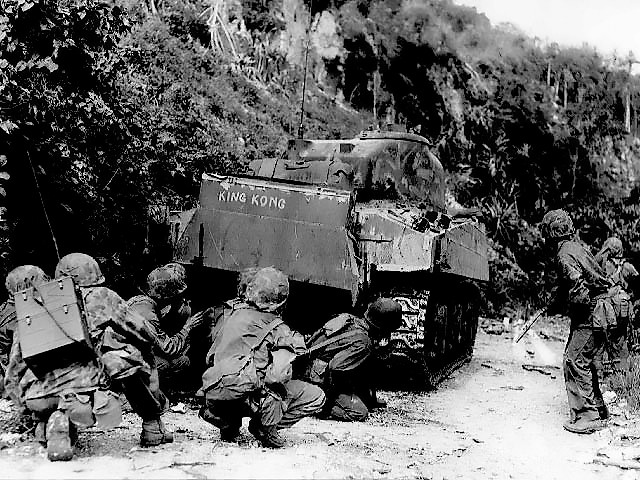
Un grup de marines es protegeixen darrere d'un tanc M4 Sherman al nord de l'illa, 8 de juliol de 1944

Tot i la desesperada situació, els japonesos estaven decidits a lluitar fins al final, de manera que Saito va reorganitzar les seves tropes i les desplegà en una línia defensiva al llarg del mont Tapochau, confiant en el desavantatge ofensiu que suposa el terreny muntanyós de l'interior de l'illa. Els sobrenoms que els nord-americans van posar als punts més violents del combat (Hell's Pocket, Purple Heart Ridge o Death Valley) mostren la cruesa de la batalla que hi tingué lloc. Els japonesos van tractar per tots els mitjans de retardar l'avenç nord-americà, aprofitant la gran quantitat de cavernes i coves que oferia l'orografia volcànica de l'illa, i que servien d'amagatall diürn on esperaven l'arribada del vespre per fer incursions i desgastar l'enemic. Això va provocar que l'exèrcit nord-americà canviés d'estratègia, desenvolupant tàctiques que contrarestessin el tipus d'enfrontament plantejat pes japonesos. Així, van emprar unitats equipades amb llançaflames, amb el suport de l'artilleria i cobertura de metralladores, per netejar els amagatalls enemics. Cal destacar la utilització de code talkers en llengua navajo, que van garantir la impermeabilitat de les comunicacions de l'exèrcit dels Estats Units.
Quan la derrota japonesa ja era imminent, molts civils es van suïcidar, fruit de la propaganda que el govern nipó havia fet i que mostrava als nord-americans com a bàrbars i salvatges que torturarien, violarien i assassinarien a la població no bel·ligerant. Els esforços dels nord-americans per aturar els suïcidis massius van ser, en la seva major part, inútils. Cal destacar la intervenció de Guy L. Gabaldon, soldat d'origen mexicà que va aconseguir capturar i convèncer més de 1.000 japonesos que els nord-americans no eren bàrbars, evitant així molts suïcidis; per les seves accions Gabaldon va ser condecorat amb la Creu de l'Armada. El capità nipó Sakae Ōba resistiria a les muntanyes, juntament amb 46 homes, fins al primer de desembre de 1945, data en la qual es van rendir per l'ordre directa de l'antic general de divisió Umahachi Amo, comandant de la 9.a brigada mixta independent durant la batalla de Saipan.

## Conseqüències de la batalla
La derrota japonesa va provocar la caiguda del primer ministre Hideki Tōjō, que va ser rellevat com a cap de l'exèrcit, i dimití amb tot el seu gabinet ministerial el 18 de juliol de 1944. Després de la batalla, Saipan es va convertir en una base d'operacions molt important en les Mariannes, i va tenir un paper fonamental en la invasió de les Filipines que es produiria l'octubre del mateix any. A més, la base aèria de Saipan seria utilitzada per als bombardejos de les Filipines, les Illes Ryukyu i el Japó.